# スラムダンク (1994年の映画)
『スラムダンク』は、1994年3月12日に公開されたアニメーション映画。井上雄彦の漫画『SLAM DUNK』を原作とする劇場版第1弾。製作は集英社、テレビ朝日、東映、東映動画。配給は東映。カラー、ワイド。上映時間は30分。1994年春の東映アニメフェアの上映作品。第12回ゴールデングロス賞優秀銀賞を受賞。

## あらすじ
陵南との練習試合の後、今度は、武園学園高校との練習試合に臨む湘北。
試合前、花道は同じ中学の島村葉子、小田竜政と再会。花道と葉子は再会を喜ぶが、葉子の恋人でもある小田は因縁である不良の花道がバスケをやっていることが気にいらず、一方的に敵視する。そんな小田に花道は「俺の相手は、お前じゃない！俺の相手はバスケットだ！」と発言し、ただ一心にバスケに打ち込む花道の姿は小田に失っていたものを取り戻させていく。

## ゲストキャラクター
武園は、原作でも名前のみ登場。テレビアニメにおいては、インターハイ神奈川県予選決勝リーグ出場を賭けて、海南大付属高校と対戦・敗退する。
武園学園高校
前年度のインターハイ予選ベスト8であるが、シード校ではない。高校自体は女子生徒が多数を占めるため、男子の集うバスケ部は特に人気がある。湘北との練習試合は、劇中ではどちらが勝ったかは不明だが、小説版では湘北の勝ちとなっている（アニメでは勝ったことが木暮に説明されている）。
ユニフォームの色は水色。
この作品の単行本の巻末に公式データがあるが、アニメのマッチアップと公式のポジションが異なっているため、アニメのマッチアップを参考にポジションを修正した。
黛 明（）
3年、187cm、背番号4、SG。
武園の主将。インターハイ予選海南戦では神のマークにつく。

小田 竜政（）
1年、185cm、背番号9、C、PF。
原作では、葉子の台詞内で苗字のみ登場した。
花道と同じ和光中学出身。「バスケット部の小田君」で有名。無名校出身でありながら1年にして強豪のスタメンを勝ち取る。因縁にあたる花道を「不良」と見下し、中学時代は喧嘩に明け暮れていたことを軽蔑していたが、湘北との練習試合でバスケに熱中する花道のひたむきさに心を打たれ、再戦を誓う。勝負にこだわりすぎるところが、玉に瑕。それまでは勝つことへの執着心から刺々しくなり、そのことを心配した葉子にも辛く当たって溝ができていたが、バスケを楽しむ心を取り戻し、格好だけ気にしてたことを述べ反省して自分の過ちに気付きながら、葉子とも和解できた。
アニメでの海南戦は、前の試合で発生した足の故障を抱えながらプレイするも敗れる。

三浦 義秀（）
3年、173cm、背番号5、PG。
武園のスタメン選手。

結城 勇（）
3年、187cm、背番号7、SF。
武園のスタメン選手。

宇崎 健一（）
2年、186cm、背番号8、PF、C。
武園のスタメン選手。

下野 忠雄（）
3年、背番号6、G。

葉山（）
監督。湘北との練習試合終了直後、花道のプレイに拍手したことで、会場の観客の拍手を誘う。

## 声の出演
テレビアニメ版とは声優が一部異なる。
- 桜木花道：草尾毅
- 赤木晴子：平松晶子
- 赤木剛憲：梁田清之
- 流川楓：緑川光
- 木暮：田中秀幸
- 水戸：森川智之
- 野間：幹本雄之
- 高宮：塩屋浩三
- 大楠：林延年
- 彩子：原えりこ
- 安田：小野坂昌也
- 藤井：西本悦子
- 松井：西川宏美
- 安西監督：西村知道
- 小田竜政：鈴置洋孝（テレビアニメ版は石川英郎）
- 島村葉子：皆口裕子（テレビアニメ版は白鳥由里・第47話 - 第49話 / 大塚瑞恵・第95話）
- 葉山監督：佐藤正治
- 応援団リーダー：笠原留美
- 女生徒：井上美紀、住友七絵、大塚瑞恵、中山真奈美

## スタッフ
- 製作総指揮：岡田茂
- 製作代表：桑田弘一郎
- 製作：伊藤邦男、高岩淡、泊懋、安齋富夫
- 原作：井上雄彦
- 脚本：菅良幸
- 音楽：増田隆宣
- 作画監督：佐藤正樹
- 美術監督：坂本信人
- 撮影：福田岳史
- 録音：池上信照
- 編集：西山茂
- 助監督：松川智之
- プロデューサー：旗野義文、佐藤公宜
- 監督：西沢信孝

## 主題歌
オープニングテーマ
「君が好きだと叫びたい」
歌 - BAAD
作詞：山田恭二 / 作曲：多々納好夫 / 編曲：明石昌夫
エンディングテーマ
「あなただけ見つめてる」
歌 - 大黒摩季
作詞・作曲：大黒摩季 / 編曲：葉山たけし

## 同時上映
- ドラゴンボールZ 危険なふたり!超戦士はねむれない
- Dr.スランプ アラレちゃん ほよよ!!助けたサメに連れられて…